# Franz Karcher

Franz Karcher als Heidelberger Rhenane

Franz Karl Karcher (* 15. April 1867 in Frankenthal (Pfalz); † 8. April 1915 in Kaiserslautern) war ein deutscher Bankier und Industrieller.

## Familie
Karcher war ein Sohn von Philipp Karcher (1837–1894), Direktor der Zuckerfabrik Frankenthal, und dessen Frau Wilhelmina Pauline geb. Henel (1846–1925) aus Bad Dürkheim. Verheiratet war er seit 1893 mit Antonie Helene geb. Kopf aus Halle (Saale). Seine Kinder waren Erna Karcher (1893–1936), Paula Karcher verh. Adt (1898–1972) und Philipp Karcher (1903–1965).

## Berufliche Laufbahn
Franz Karcher besuchte die Schule in Frankenthal und Worms und studierte Chemie in Heidelberg, wo er Mitglied des Corps Rhenania wurde. Er war Bankier, Direktor des Bankhauses Böcking, Karcher & Cie. in Kaiserslautern, Vorsitzender des Aufsichtsrates der von seinem Vater gegründeten Zuckerfabrik Frankenthal (das Ursprungsunternehmen des heutigen Südzucker-Konzerns), Mitglied im Aufsichtsrat der Rheinischen Creditbank in Mannheim, der Eisenwerk Kaiserslautern AG, der Pfälzischen Nähmaschinen- und Fahrräderfabrik in Kaiserslautern sowie der Gasanstalt Kaiserslautern. 1907 wurde er zum königlich-bayerischen Kommerzienrat ernannt.

## Auszeichnungen
Karcher war Träger des Bayerischen Verdienstordens vom Heiligen Michael 4. Klasse (1911).